# Teodoro Bibliander

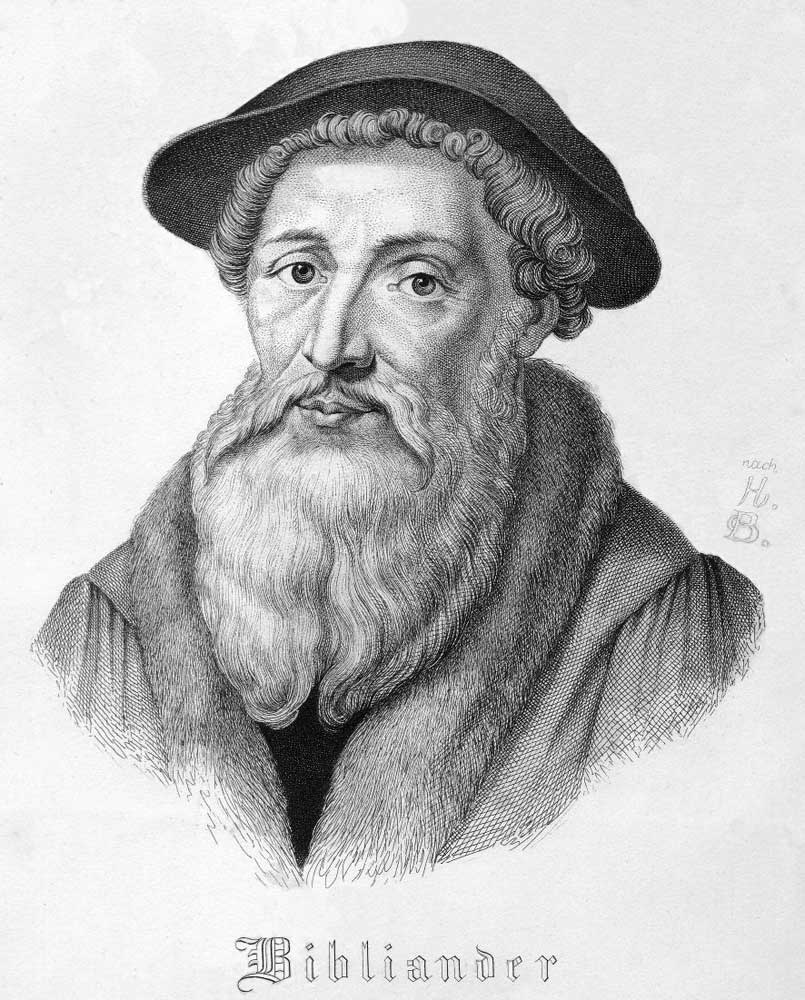
Teodoro Bibliander.

Teodoro Bibliander (Theodor Buchmann, Bischofszell, 1509-Zúrich, 26 de septiembre de 1564) fue un orientalista, traductor y escritor suizo. 
Estudió con Oswald Myconius y latín y griego con Jakob Ceporin. Además asistió a las lecturas impartidas en Basilea entre 1525 y 1527 por Juan Ecolampadio y Konrad Pellikan.  
Se familiarizó con el árabe y otras lenguas orientales y publicó una gramática hebrea en 1535 y comentarios de la Biblia. Asimismo tradujo el corán al latín (Basilea, 1543) ayudándose de la traducción de Roberto de Ketton y con una traducción del libro teológico árabe El libro de las cien preguntas (Doctrina Machumet), considerado el origen de la exégesis bíblica en Suiza. 
Bibliander estuvo envuelto en una controversia doctrinal con  Pietro Martire Vermigli relacionada con la predestinación y se le cesó como profesor de teología en 1560. Falleció de peste bubónica.

## Obra
- Institutionum grammaticarum de lingua Hebraea liber unus, Zúrich, 1535
- De optimo genere grammaticorum Hebraicorum, Hieronymus Curio, Zúrich, 1542
- Machumetis Saracenorum principis eiusque successorum vitae ac doctrina ipseque Alcoran, Johannes Oporin, Basilea, 1543, 1550.
- Relatio fidelis, Johannes Oporin, Basilea, 1545
- De ratione communi omnium linguarum et litterarum commentarius, Christoph Froschauer, Zúrich, 1548
- De ratione temporum, Johannes Oporin, Basilea, 1551
- Temporum a condito mundo usque ad ultimam ipsius aetatem supputatio, Johannses Oporin, Basilea, 1558